# Нечуй-Левицкий, Иван Семёнович
Ива́н Семёнович Нечу́й-Леви́цкий (укр. Іва́н Семе́нович Нечу́й-Леви́цький; настоящая фамилия — Левицкий; 13 (25) ноября 1838, Стеблёв — 2 апреля 1918, Киев) — украинский писатель, публицист, переводчик и педагог.

## Биография
Родился в г. Стеблёв в 1838 году в семье сельского священника Семёна Степановича Левицкого. Отец его был образованным человеком прогрессивных взглядов, имел большую домашнюю библиотеку и на собственные средства устроил школу для крестьян, в которой его сын и научился читать и писать. После Иван учился в сельской школе, в 1847 году поступил в Богуславское духовное училище, которое окончил в 1853 году и в котором преподавал до поступления в духовную академию.
В 1853 году И. Левицкий вступил в Киевскую духовную семинарию, которую окончил в 1859 году. По болезни был вынужден вернуться домой, где работал учителем.
В 1861 году поступил в Киевскую духовную академию, которую окончил в 1865 году. Получил назначение и работал учителем русской словесности в Полтавской духовной семинарии, затем в гимназиях Калиша (1866—1867), Седлеца (1867—1872), Кишинёва (1873—1885).
Нечуй-Левицкий был убежденным украинофилом, при этом считал, что создавать книжный украинский язык следует на народной основе, активно сопротивляясь как его русификации, так и полонизации.
Последние дни провёл в киевской Дегтярёвской богадельне (доме престарелых), где и умер 2 апреля 1918 года. После отпевания в Софийском соборе был похоронен на Байковом кладбище.

## Творчество
Развивал заложенную Марко Вовчком традицию украинской социально-бытовой повести, готовя почву для становления в украинской литературе жанра социально-психологического романа  (основные темы — крестьянская с изображением и анализом до- и послереформенных противоречий, антиклерикальная, жизнь украинской интеллигенции). Исторические очерки и романы. Литературно-критические статьи. Соавтор первого украинского перевода Библии (с П. Кулишом и И. Пулюем).

## Произведения

### Повести и сказки
- «Две московки» (1869, киевское издание, 1884);
- «Рыбак Панас Круть» (1868, одно из лучших произведений Левицкого; киевские издания, 1874 и 1887);
- «Причепа» (1868);
- «Запорожцы» (1873, киевское издание, 1874);
- «Тучи» (укр. Хмари) (Киев, 1874);
- «Нельзя бабе Параске удержаться на селе» (1874);
- «Благословите бабе Палажке скоропостижно умереть» (1875);
- «Бедный думкой богатеет» (фантазия, в галицкой «Правде», 1875);
- «Микола Джеря»[укр.] (1878, напечатанный в киевском альманахе «Рада», 1883);
- «Кайдашева семья»[9][10][11] (1878, киевское издание, 1887);
- «Бурлачка» (Киев, 1881);
- «Приятели» (Киев, 1881);
- «Старосветские батюшки и матушки» (в «Киевской старине», 1884 и 1885);
- «Невиновная» (в сборнике «Степь», 1886);
- «Два брата» (1887, галицкое издание);
- «В концерте» (галиц. «Зоря[укр.]», 1887, VIII);
- «Чёртово искушение» (Киев, 1889);
- «Пропавшие» (галиц. «Правда», 1888, I);
- «Афонский прохвост» (ib., 1890, II)
- «Над Чёрным морем» (в галиц. «Зоре», 1890).

### Драмы
- «Маруся Богуславка» (Киев, 1875);
- «На Кожумяках»[12] (Киев, 1875; переделана М. Старицким в комедию «За двумя зайцами»)
- «Голодному и опёнки мясо» (Киев, 1886);
- «В дыму и пламени» (1911).

### Популярно-исторические статьи и романы
- «Уния и Пётр Могила» (1876);
- «Первые киевские князья» (1876);
- «Татары и Литва на Украине» (1876);
- «Богдан Хмельницкий»;
- «Гетьман Иван Выговский» (1895);
- «Князь Иеремия Вишневецкий» (1897).

### Работы историко-литературные и другие
- «Ненужность русской литературы для Украины и для славянства» («Современное литературное направление») Архивная копия от 3 марта 2018 на Wayback Machine Львов, 1878, 1884;
- «Сьогочасна часописна мова на Українi» Архивная копия от 5 декабря 2018 на Wayback Machine Киев, 1907;
- «Кривое зеркало украинского языка» Архивная копия от 5 декабря 2018 на Wayback Machine Киев, 1912;
- «Путешествие на Подляшье»
- «В Карпатах»;
- «Украинство в литературных состязаниях с Московщиной» Архивная копия от 3 марта 2018 на Wayback Machine;
- «Мировоззрение украинского народа»;
- «Органы российских партий»;
- «Украинское декадентство».